# Шахтар (жіночий футбольний клуб)
«Шахта́р» — жіноча команда українського професійного футбольного клубу «Шахтар», заснована 15 червня 2021 року.

## Історія
15 червня 2021 року футбольний клуб «Шахтар» Донецьк оголосив про створення жіночої команди. Цьому сприяло рішення виконкому ФФУ, в якому було затверджено нову стратегію розвитку жіночого футболу, що передбачала обов'язкову наявність жіночих команд для всіх клубів з чоловічої прем'єр-ліги. 
19 червня 2021 року був представлений головний тренер Роман Заєв, який став першим тренером в історії команди.
18 липня 2021 року жіноча команда «Шахтаря» провела свій перший матч в історії, у товариській зустрічі підопічні Романа Заєва приймали київську «Єдність», гра закінчилась з рахунком 16:0 на користь донецької команди. Автором першого голу команди стала Вероніка Кожухар.
14 серпня 2021 року ЖФК «Шахтар» дебютував у першій лізі чемпіонату України сезону 2021/21. У першому в історії клубу офіційному матчі донецька команда здобула перемогу з рахунком 5:0 у виїзній грі проти команди «Багіра» з Кропивницького. Автором першого в історії голу в офіційних поєдинках жіночої команди «Шахтаря» стала Аліна Старухіна, яка відкрила рахунок у матчі на 6-й хвилині. Загалом у тому  дебютному для себе сезоні 2021—22 років в першій лізі після 10-ти турів в активі «Шахтаря» була максимальна кількість набраних очок та команда посідала 1 місце в турнирній таблиці, але сезон не було дограно через російське вторгнення. 
Починаючи з сезону 2022—23 років донецька команда виступає у вищій лізі. У тому сезоні «Шахтар» до останнього туру претендував на бронзові медалі чемпіонату, але в заключному турі програв очне протистояння команді «Колос» та посів четверте місце в турнірній таблиці.
Капітанка команди Вікторія Головач стала першою гравчинею «Шахтаря», яку викликали на збори до лав національної збірної України, а Єлизавета Молодюк стала першою хто з гравчинь «Шахтаря» дебютувала в футболці національної збірної у офіційному матчі.

## Відомі футболістки
- Анастасія Клімова
- Надія Чайка
- Любов Мохнач
- Юлія Семенюк
- Марія Денищич
- Вікторія Головач
- Єлизавета Молодюк
- Поліна Янчук
- Вероніка Кожухар

## Головні тренери
- Роман Заєв (2021 — теперішній час)

## Пам'ятні матчі
- Перший офіційний матч: 14 серпня 2021, перша ліга: «Багіра» (Кропивницький) - «Шахтар» (Донецьк) - 0:5;
- Перший забитий м'яч в офіційних матчах: 14 серпня 2021, перша ліга: Аліна Старухіна, «Багіра» (Кропівницький) - «Шахтар» (Донецьк);
- Найбільша домашня перемога: 3 вересня 2021, перша ліга: «Шахтар» (Донецьк) - «Чорноморець» (Одеса) - 13:0;
- Найбільша гостьова перемога: 11 вересня 2021, перша ліга: «Кобра» (Білокуракине) -  «Шахтар» (Донецьк) - 0:16;